# Reichenbach (Kronach járás)
Reichenbach település Németországban, azon belül Bajorországban. Lakosainak száma 672 fő (2023. december 31.).

## Népesség
A település népessége az elmúlt években az alábbi módon változott:
| Lakosok száma | 433  | 1160 | 1101 | 966  | 738  | 723  | 677  | 671  | 651  | 672  |
|               | 1875 | 1950 | 1975 | 1987 | 2012 | 2014 | 2016 | 2017 | 2021 | 2023 |